# Muzeum (metrostation)
Muzeum is een metrostation in Praag aan de lijnen A en C. Het station ligt onder het Wenceslausplein, vlak bij het Nationaal Museum.
Muzeum behoort tot de negen oudste metrostations van Praag en opende op 9 mei 1974. Aanvankelijk werd het alleen bediend door lijn C, maar sinds 12 augustus 1978 kan men er overstappen op lijn A. In 2002 werd het station beschadigd door de overstromingen van de Moldau.
Nemocnice Motol · Petřiny · Nádraží Veleslavín · Bořislavka · Dejvická · Hradčanská · Malostranská · Staroměstská · Můstek · Muzeum · Náměstí Míru · Jiřího z Poděbrad · Flora · Želivského · Strašnická · Skalka · Depo Hostivař
Letňany · Prosek · Střížkov · Ládví · Kobylisy · Nádraží Holešovice · Vltavská · Florenc · Hlavní nádraží · Muzeum · I. P. Pavlova · Vyšehrad · Pražského povstání · Pankrác · Budějovická · Kačerov · Roztyly · Chodov · Opatov · Háje